# Mario Roatta
Mario Roatta, zwany Czarną Bestią (ur. 2 lutego 1887, zm. 7 stycznia 1968) – włoski generał, zbrodniarz wojenny. Dowodził 2 armią włoską oraz Corpo Truppe Volontarie w trakcie hiszpańskiej wojny domowej po stronie frankistów, dyrektor włoskiego wywiadu (Servizio Informazioni Militare), znany ze swoich zbrodni wojennych na cywilach słoweńskich i zwalczania partyzantki jugosłowiańskiej podczas II wojny światowej, komendant obozu koncentracyjnego na wyspie Rab.